# Nebulosa de la Quilla
La nebulosa de la quilla (també coneguda com a nebulosa de la Carina, Nebulosa Eta Carinae, o NGC 3372) és una gran nebulosa brillant que envolta alguns cúmuls oberts d'estrelles. Eta Carinae i HD 93129A, són dues de les estrelles més massives i lluminoses de la galàxia Via Làctia. La nebulosa es troba a una distància estimada d'entre 6.500 i 10.000 anys llum de la Terra. Es troba a la constel·lació de la Quilla. La nebulosa conté molts estels Tipus O.
Aquesta nebulosa és una de les regions HII més grans de la Via Làctia. Encara que és quatre vegades més gran i inclús més brillant que la famosa nebulosa d'Orió, la nebulosa de la Quilla no és tan coneguda degut a la seva localització, en l'hemisferi sud. Va ser descoberta per Nicolas-Louis de Lacaille el 1751–52 des del Cap de Bona Esperança.
Dins de la gran nebulosa brillant hi ha una altra nebulosa al voltant de la mateixa Eta Carinae, es tracta de la nebulosa de l'Homuncle (Homenet) i es creu que va ser expulsada en una enorme explosió el 1841 que va fer que Eta Carinae fóra el segon objecte més brillant del cel durant l'esdeveniment.

## Eta Carinae

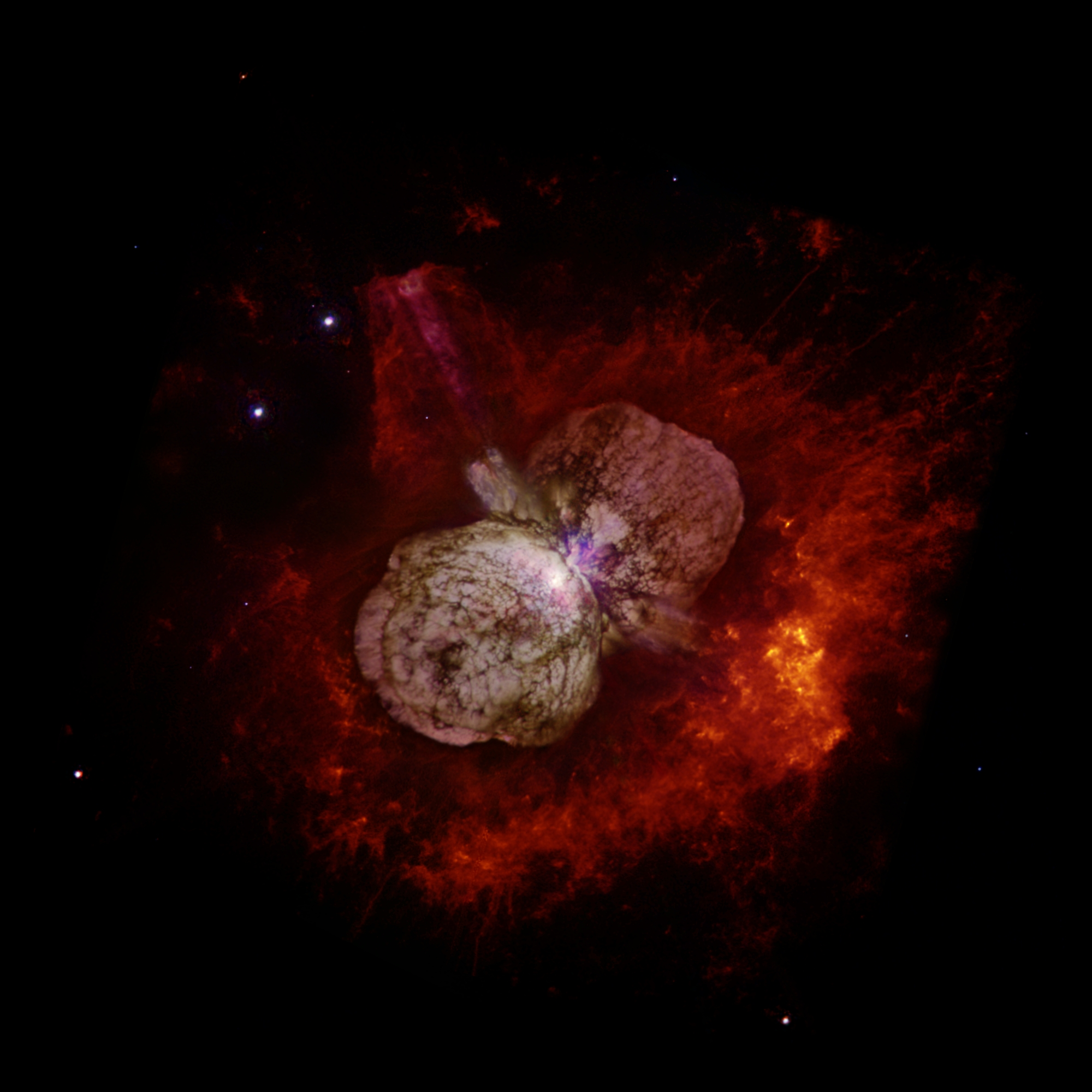
L'estel super massiu Eta Carinae vist pel Telescopi espacial Hubble

Eta Carinae és un estel hipergegant altament lluminós. La seva massa estimada varia de 100–150 vegades la massa del Sol, i la seva lluninositat és sobre 4 milions de vegades la del Sol.
Aquest objecte és actualment l'estel més massiu que es pot estudiar amb gran detall. Els estels amb més de 80 vegades la massa solar produeixen més d'un milió de vegades més llum que el Sol. Són força rares—només una dotzena en galàxies com la nostra—i estan molt a prop del límit d'Eddington, és a dir, la pressió cap a l'exterior de la seva radiació és quasi tan forta com per a contrarestar la gravetat. Els estels que tenen més de 120 vegades la massa solar excedeixen el límit teòric de'Eddington, i la seva gravetat és amb prou feines forta per retenri el seu gas i la seva radiació, podent-se produir una supernova o hipernova en un futur proper.
Els efectes d'Eta Carinae sobre la nebulosa es poden veure directament. Els glòbuls foscos de la imatge i d'altres menys visibles tenen cues apuntant directament en direcció oposada a l'estel massiu. Tota la nebulosa deuria veure's molt diferent abans de la gran erupció dels anys 40 que embolcallà Eta Carinae de pols, reduint dràsticament la quantitat de llum ultraviolada que irradia a la nebulosa.

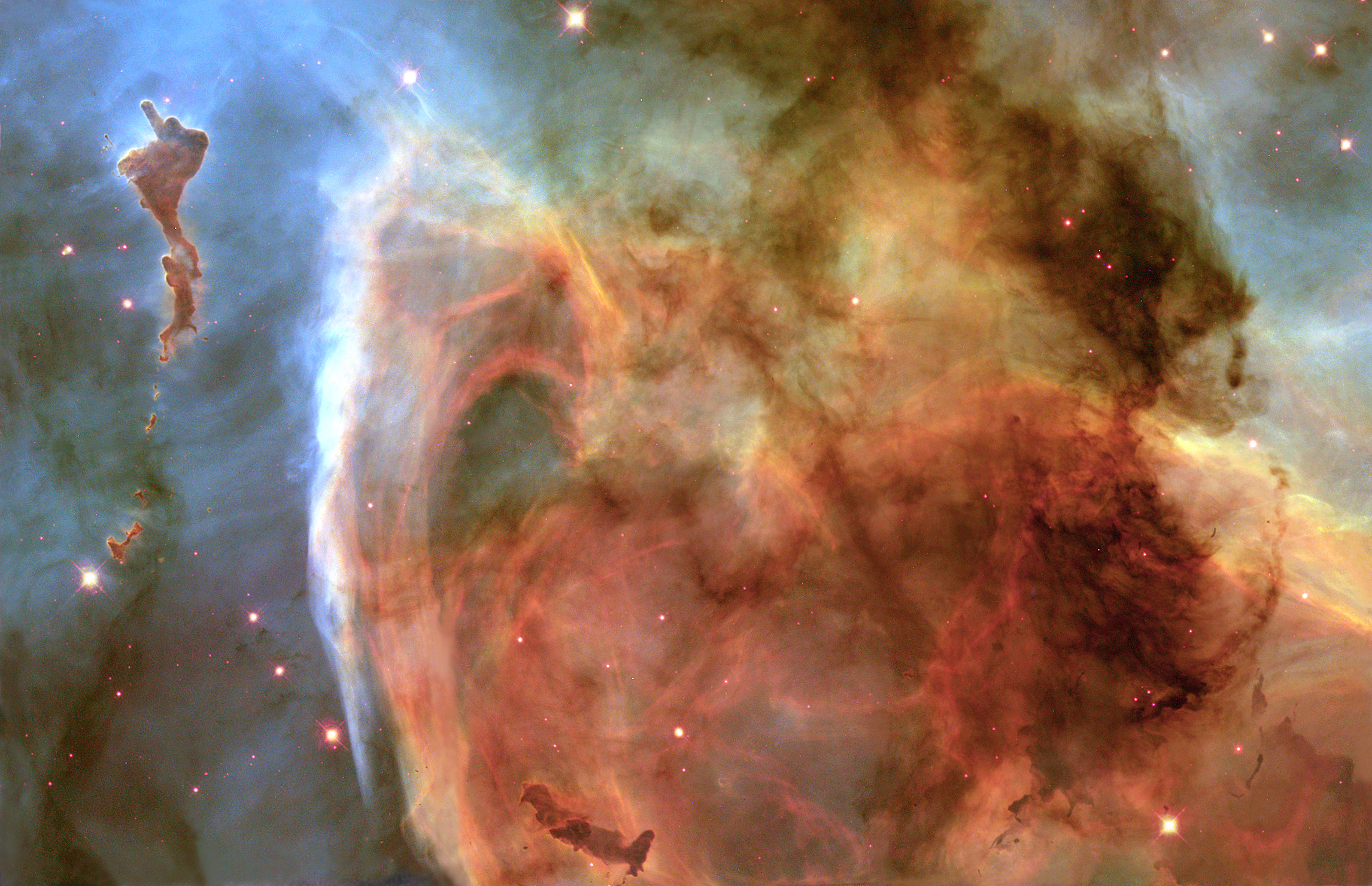
Nebulosa Ull de Pany, imatge del telescopi espacial Hubble. La petita nebulosa de la part superior esquerra se l'ha anomenada dit de Déu,pel gest que sembla que fa.

## Nebulosa Ull de Pany
Una porció de la nebulosa de la Quilla se la coneix com la 'nebulosa de l'ull de pany, nom donat per John Herschel al segle xix. La nebulosa de l'ull de pany és de fet un núvol de molècules fredes i pols molt més petit i fosc que conté filaments brillants de gas calent fluorescent, al contrallum degut a la nebulosa molt més brillant del fons. El diàmetre de la nebulosa de l'ull de pany és aproximadament 7 anys llum.

## Objectes dins la Nebulosa de la Quilla
En la següent imatge s'aprecien els diferents objectes que hi trobem dins la nebulosa de la Quilla.

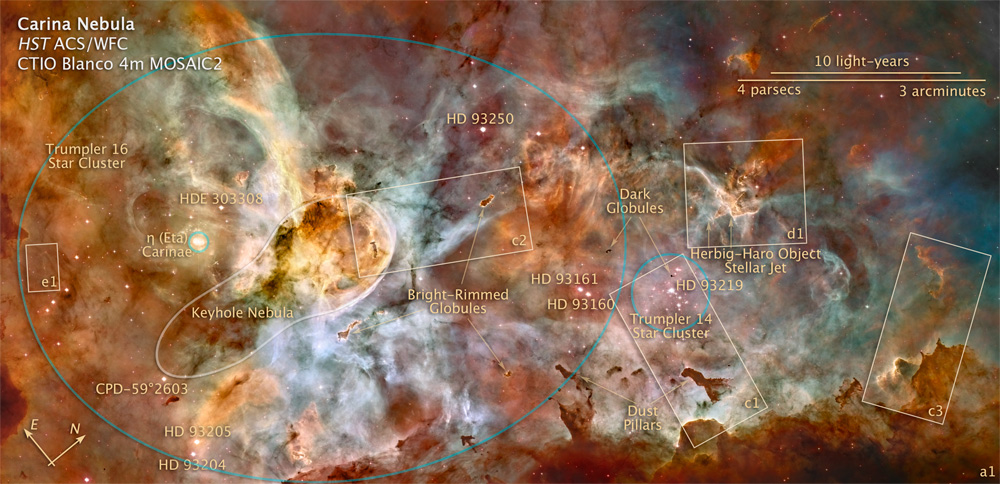
Imatge en colors falsos del Telescopi espacial Hubble (HST) (Versió ampliable); Crèdit: HST/NASA/ESA